# Sargus
Sargus är ett släkte av tvåvingar som ingår i familjen vapenflugor.

## Bildgalleri

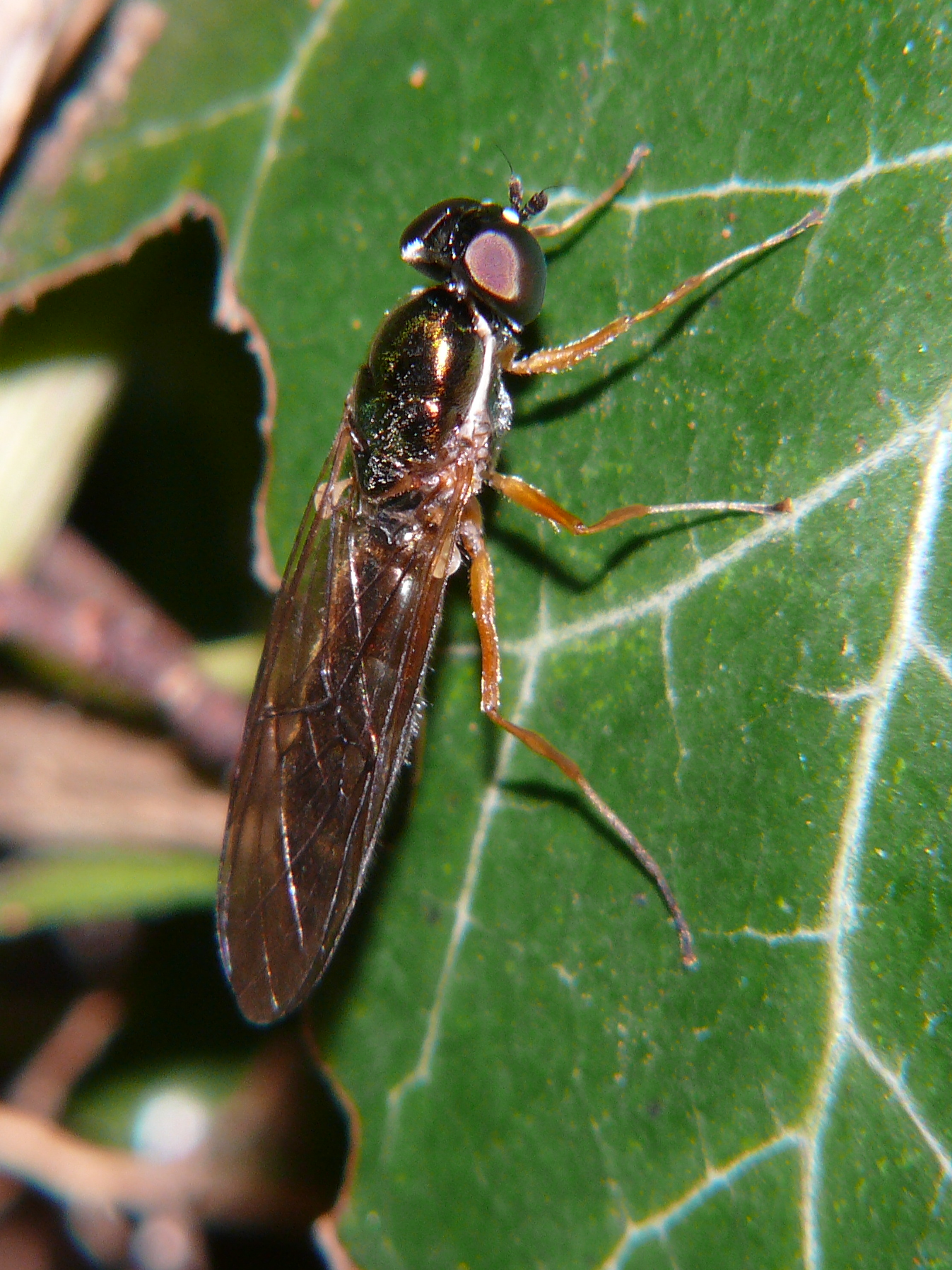
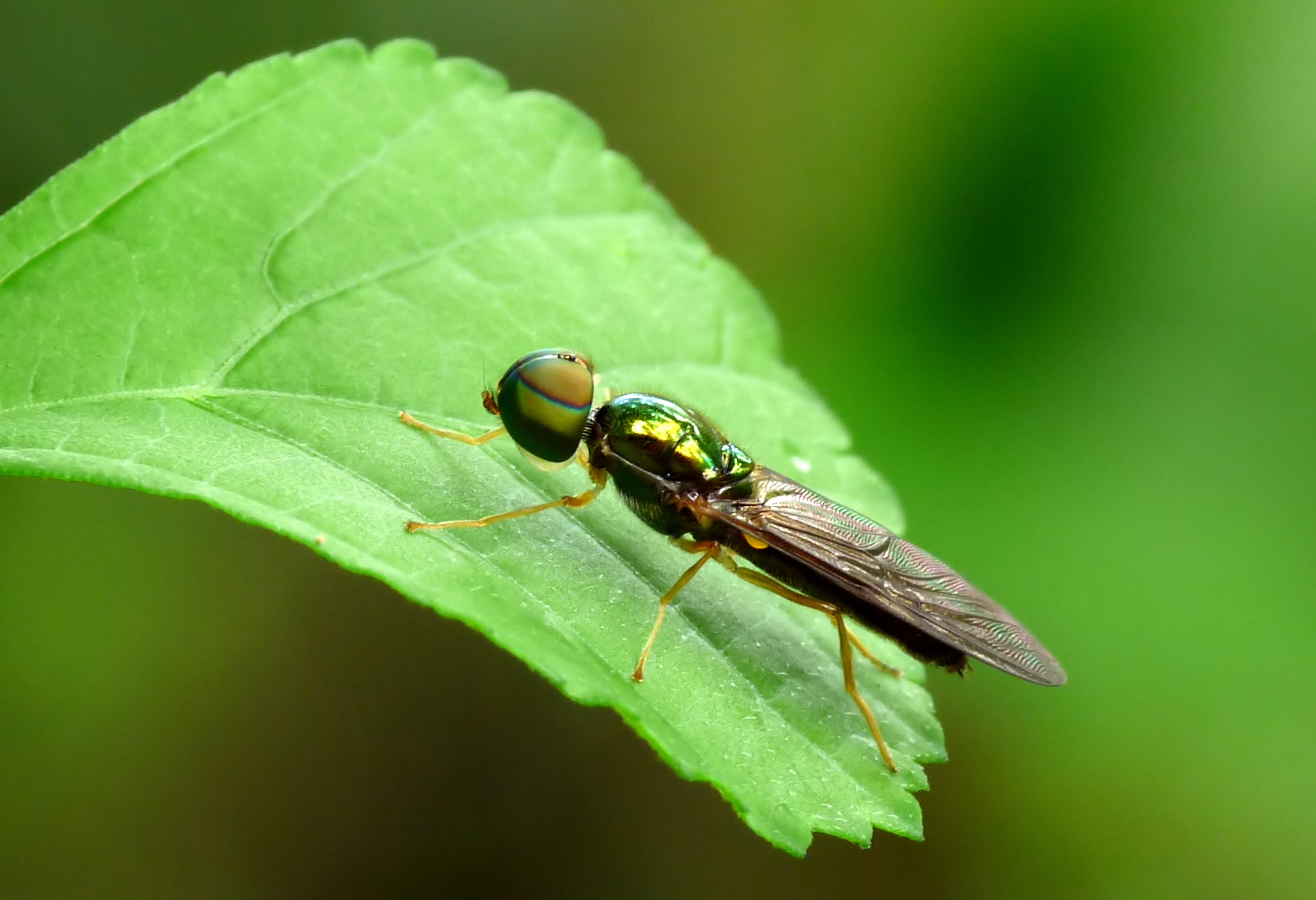

## Arter[1][2]
- Sargus albibarbus
- Sargus albopilosus
- Sargus alchidas
- Sargus analis
- Sargus atrobasis
- Sargus aureopilosus
- Sargus aurora
- Sargus baculventerus
- Sargus bagosas
- Sargus beppui
- Sargus bigoti
- Sargus bipunctatus
- Sargus brasiliensis
- Sargus caeruleapex
- Sargus chrysis
- Sargus cingulatum
- Sargus circumcinctus
- Sargus cirrhosus
- Sargus citrinellus
- Sargus clavatus
- Sargus claviventris
- Sargus concisus
- Sargus congoense
- Sargus consors
- Sargus contractus
- Sargus cuprarius
- Sargus cyaneus
- Sargus darius
- Sargus decorus
- Sargus dispar
- Sargus elegans
- Sargus elongatulus
- Sargus evansi
- Sargus fasciatus
- Sargus ferrugineum
- Sargus festivus
- Sargus flavifrons
- Sargus flavilatus
- Sargus flavipennis
- Sargus flavipes
- Sargus flavomarginatus
- Sargus flavopilosus
- Sargus flavum
- Sargus fortunatum
- Sargus gemmifer
- Sargus goliath
- Sargus grandis
- Sargus gselli
- Sargus holosericeus
- Sargus illuminata
- Sargus inactus
- Sargus inficitus
- Sargus iridatus
- Sargus isthmi
- Sargus jaennickei
- Sargus jamesi
- Sargus jucundus
- Sargus keiseri
- Sargus laetum
- Sargus laetus
- Sargus lapidus
- Sargus lateralis
- Sargus lateritius
- Sargus lateropictus
- Sargus latipennis
- Sargus latum
- Sargus latus
- Sargus limbatus
- Sargus lindneri
- Sargus linearis
- Sargus longestylum
- Sargus lucens
- Sargus lucidus
- Sargus macquartii
- Sargus mactans
- Sargus maculatus
- Sargus mandarinus
- Sargus matilei
- Sargus melleus
- Sargus meracus
- Sargus meridionalis
- Sargus metallinus
- Sargus molliculus
- Sargus multicolor
- Sargus natalense
- Sargus nigripes
- Sargus niphonensis
- Sargus opulentum
- Sargus opulentus
- Sargus pallidiventris
- Sargus pallidus
- Sargus parastenus
- Sargus pavo
- Sargus persimilis
- Sargus petersoni
- Sargus pleuriticus
- Sargus polychromus
- Sargus pseudoptecticus
- Sargus ptecticoides
- Sargus ptecticoideum
- Sargus pubescens
- Sargus punctatus
- Sargus punctum
- Sargus purpuratus
- Sargus purpurea
- Sargus ranohira
- Sargus rubicundum
- Sargus rufibasis
- Sargus ruficornis
- Sargus rufifrons
- Sargus rufipes
- Sargus rufitarsis
- Sargus schaeuffelei
- Sargus scutellatus
- Sargus selinda
- Sargus seychellensis
- Sargus speciosus
- Sargus splendidus
- Sargus stenus
- Sargus stuckenbergi
- Sargus stuckenbergianum
- Sargus subobscurum
- Sargus tenuis
- Sargus tenuiventris
- Sargus testaceum
- Sargus thoracicus
- Sargus transversus
- Sargus triste
- Sargus tuberculatus
- Sargus turbidum
- Sargus unicolor
- Sargus vadoni
- Sargus vandykei
- Sargus viridiceps
- Sargus viridis
- Sargus viridistima
- Sargus yerbabuena